# Ministerrat der DDR (1958–1963)
Der Ministerrat wurde am 8. Dezember 1958 von der Volkskammer bestätigt und am selben Abend vom Präsidenten der DDR, Wilhelm Pieck, vereidigt. Bei Aufnahme der Arbeit bestand der Ministerrat aus 22 Mitgliedern.

## Mitglieder des Ministerrates (am 8. Dezember 1958)
| Funktion                                                                                          | Amtsinhaber | Amtsinhaber | Staatssekretär                      | Staatssekretär |
| Funktion                                                                                          | Name | Partei      | Name                                | Partei         |
| ------------------------------------------------------------------------------------------------- | --- | ----------- | ----------------------------------- | -------------- |
| Vorsitzender des Ministerrates                                                                    | Otto Grotewohl | SED         |                                     |                |
| Erster Stellvertreter des Vorsitzenden des Ministerrates                                          | Walter Ulbricht verantwortlich für das Amt für Jugendfragen, Beirat für Bauwesen im MR und das Staatliche Komitee für Körperkultur und Sport | SED         |                                     |                |
| Stellvertreter des Vorsitzenden des Ministerrates                                                 | Heinrich Rau | SED         |                                     |                |
| Stellvertreter des Vorsitzenden des Ministerrates                                                 | Willi Stoph | SED         |                                     |                |
| Stellvertreter des Vorsitzenden des Ministerrates                                                 | Hans Loch | LDPD        |                                     |                |
| Stellvertreter des Vorsitzenden des Ministerrates                                                 | Max Sefrin verantwortlich für die Verbindung zu den Kirchen                                                                                  | CDU         |                                     |                |
| Stellvertreter des Vorsitzenden des Ministerrates                                                 | Lothar Bolz | NDPD        |                                     |                |
| Stellvertreter des Vorsitzenden des Ministerrates                                                 | Paul Scholz verantwortlich für Landwirtschaft und Wasserwirtschaft                                                                           | DBD         |                                     |                |
| Stellvertreter des Vorsitzenden des Ministerrates                                                 | Bruno Leuschner | SED         |                                     |                |
| Vorsitzender der Staatlichen Plankommission                                                       | Bruno Leuschner | SED         | Anton Ackermann                     | SED            |
| Erster Stellvertreter des Vorsitzenden der Staatlichen Plankommission                             | Kurt Gregor | SED         |                                     |                |
| Minister für Nationale Verteidigung                                                               | Willi Stoph | SED         |                                     |                |
| Minister für Auswärtige Angelegenheiten                                                           | Lothar Bolz | NDPD        | Georg Handke Otto Winzer            | SED            |
| Minister für Außenhandel und Innerdeutschen Handel                                                | Heinrich Rau | SED         | Willy Hüttenrauch                   |                |
| Minister des Inneren                                                                              | Karl Maron | SED         | Hans Jendretzky Herbert Grünstein   | SED            |
| Minister der Finanzen                                                                             | Willy Rumpf | SED         | Helmut Sandig                       | SED            |
| Minister für Volksbildung                                                                         | Alfred Lemmnitz | SED         | Werner Lorenz                       | SED            |
| Minister für Staatssicherheit                                                                     | Erich Mielke | SED         |                                     |                |
| Minister für Land- und Forstwirtschaft Minister für Landwirtschaft, Erfassung und Forstwirtschaft | Hans Reichelt | DBD         | Bruno Skodowski                     | SED            |
| Minister für Handel und Versorgung                                                                | Curt Wach | SED         | Curt-Heinz Merkel Werner Jarowinsky | SED            |
| Minister für Gesundheitswesen                                                                     | Max Sefrin | CDU         | Jenny Matern Willi Jahnke           | SED            |
| Minister für Verkehrswesen                                                                        | Erwin Kramer | SED         | Karl Salomon Heino Weiprecht        | SED            |
| Minister für Post- und Fernmeldewesen                                                             | Friedrich Burmeister | CDU         | Richard Serinek                     | SED            |
| Minister für Bauwesen                                                                             | Ernst Scholz | SED         | Gerhard Kosel                       | SED            |
| Minister für Kultur                                                                               | Alexander Abusch | SED         | Erich Wendt                         | SED            |
| Minister der Justiz                                                                               | Hilde Benjamin | SED         | Heinrich Toeplitz                   | CDU            |
| Staatssekretär für das Hoch- und Fachschulwesen                                                   | Wilhelm Girnus | SED         |                                     |                |
| Vorsitzender des Zentralen Komitees für Staatliche Kontrolle                                      | Ernst Wabra | SED         |                                     |                |

## Neue Mitglieder des Ministerrats
| Funktion | Amtsinhaber       | Amtsinhaber                             | Amtsinhaber |
| Funktion | Name              | Ernennung zum Mitglied des Ministerrats | Anmerkung |
| --- | ----------------- | --------------------------------------- | --- |
| Vorsitzender des Volkswirtschaftsrates | Alfred Neumann    | 6. Juli 1961                            | entsprechend dem Beschluss der Volkskammer vom 6. Juli 1961 |
| Stellvertretender Vorsitzender des Volkswirtschaftsrates                                                                                               | Erich Markowitsch | 4. Juli 1962                            | per Beschluss der Tagung des Ministerrates vom 4. Juli 1962, am 19. Oktober durch die Volkskammer bestätigt |
| Minister für allseitige Koordinierung und Kontrolle der Durchführung der Beschlüsse des Zentralkomitees der SED und des Ministerrates im Staatsapparat | Willi Stoph       | 14. Juli 1960                           | per Beschluss des Ministerrates am 4. Juli 1962 zum Ersten Stellvertreter des Vorsitzenden des Ministerrates ernannt |
| Minister für die Koordinierung volkswirtschaftlicher Grundfragen                                                                                       | Bruno Leuschner   | 6. Juli 1961                            | entsprechend dem Beschluss der Volkskammer vom 6. Juli 1961 |
| Staatssekretär für Forschung und Technik (Sekretär des Forschungsrates)                                                                                | Hans Frühauf      | 6. Juli 1961                            | entsprechend dem Beschluss der Volkskammer vom 6. Juli 1961 |
| Präsident der Deutschen Notenbank | Rolf Wetzel       | 4. Juli 1962                            | per Beschluss der Tagung des Ministerrates vom 4. Juli 1962, am 19. Oktober durch die Volkskammer bestätigt |
| Stellvertreter des Vorsitzenden der Staatlichen Plankommission für die Koordinierung der Perspektivpläne und Jahresvolkswirtschaftspläne               | Hugo Meiser       | 14. Juli 1960                           | mit Beschluss der Volkskammer vom 6. Juli 1961 entsprach die Funktion nicht mehr der eines Mitglieds des Ministerrates, der Minister wurde abberufen |
| Stellvertreter des Vorsitzenden der Staatlichen Plankommission für die Fragen der Wirtschaftsräte                                                      | Walter Hieke      | 14. Juli 1960                           | mit Beschluss der Volkskammer vom 6. Juli 1961 entsprach die Funktion nicht mehr der eines Mitglieds des Ministerrates, der Minister wurde abberufen |
| Erster Stellvertreter des Vorsitzenden der Staatlichen Plankommission für Perspektivplanung                                                            | Gerhard Schürer   | 28. Februar 1963                        | per Beschluss der 61. Tagung des Ministerrates vom 28. Februar 1963, am 17. April durch die Volkskammer bestätigt, ersetzte das Amt des bisherigen alleinigen Ersten Stellvertreters |
| Erster Stellvertreter des Vorsitzenden der Staatlichen Plankommission für Jahresplanung                                                                | Karl Grünheid     | 28. Februar 1963                        | per Beschluss der 61. Tagung des Ministerrates vom 28. Februar 1963, am 17. April durch die Volkskammer bestätigt, ersetzte das Amt des bisherigen alleinigen Ersten Stellvertreters |
| Vorsitzender des Staatlichen Komitees für Erfassung und Aufkauf landwirtschaftlicher Erzeugnisse                                                       | Helmut Koch       | am 12. Januar 1963                      | per Beschluss des Ministerrates, am 17. April durch die Volkskammer bestätigt |
| Mitglieder des Ministerrates ohne Geschäftsbereich | Gerhard Grüneberg | 4. Juli 1962                            | per Beschluss der Tagung des Ministerrates vom 4. Juli 1962, am 19. Oktober durch die Volkskammer bestätigt, Mitglied im Präsidium des Ministerrates, mit Beschluss des Ministerrates vom 7. Februar 1963 von seiner Funktion als Mitglied des Ministerrates entbunden, Grüneberg übernahm Tätigkeit im ZK der SED |
| Mitglieder des Ministerrates ohne Geschäftsbereich | Erich Apel        | 4. Juli 1962                            | per Beschluss der Tagung des Ministerrates vom 4. Juli 1962, am 19. Oktober durch die Volkskammer bestätigt |
| Vorsitzender des Komitees der Arbeiter- und Bauerninspektion                                                                                           | Heinz Matthes     | ab Mai 1963                             | |
| Leiter der Staatlichen Zentralverwaltung für Statistik                                                                                                 | Heinz Rauch       | ab 4. Juli 1962                         | per Beschluss der Tagung des Ministerrates vom 4. Juli 1962, am 19. Oktober durch die Volkskammer bestätigt |

## Personelle Veränderungen
| Funktion                                                                                          | Amtsinhaber        | Amtsinhaber | Amtsinhaber            | Amtsinhaber |
| Funktion                                                                                          | Name               | Grund der Ablösung | Nachfolger             | Anmerkung |
| ------------------------------------------------------------------------------------------------- | ------------------ | --- | ---------------------- | --- |
| Erster Stellvertreter des Vorsitzenden des Ministerrates                                          | Walter Ulbricht    | Ulbricht wurde im September 1960 zum Staatsratsvorsitzenden gewählt | Willi Stoph            | Stoph erhielt aber erst am 4. Juli 1962 das Amt                                                                                   |
| Stellvertreter des Vorsitzenden des Ministerrates                                                 | Heinrich Rau       | am 23. März 1961 verstorben |                        | |
| Stellvertreter des Vorsitzenden des Ministerrates                                                 | Hans Loch          | Loch verstarb am 13. Juli 1960 | Max Suhrbier           | Suhrbier wurde am 24. März 1961 ernannt                                                                                           |
| Stellvertreter des Vorsitzenden des Ministerrates                                                 | Paul Scholz        | mit Beschluss des Ministerrates vom 28. Februar 1963 von seiner Funktion entbunden                                                                                       | -                      | |
| Stellvertreter des Vorsitzenden des Ministerrates                                                 | -                  | | Margarete Wittkowski   | mit Beschluss des Präsidiums des MR vom 9. Februar 1961 ernannt                                                                   |
| Stellvertreter des Vorsitzenden des Ministerrates                                                 | -                  | | Alexander Abusch       | mit Beschluss des Präsidiums des MR vom 23. Februar 1961 ernannt                                                                  |
| Vorsitzender der Staatlichen Plankommission                                                       | Bruno Leuschner    | wurde mit Beschluss der Volkskammer vom 6. Juli 1961 zum Minister für die Koordinierung volkswirtschaftlicher Grundfragen berufen                                        | Karl Mewis             | ab 6. Juli 1961, mit Beschluss des Ministerrates vom 12. Januar 1963 von seiner Funktion als Mitglied des Ministerrates entbunden |
| Vorsitzender der Staatlichen Plankommission                                                       | Bruno Leuschner    | wurde mit Beschluss der Volkskammer vom 6. Juli 1961 zum Minister für die Koordinierung volkswirtschaftlicher Grundfragen berufen                                        | Erich Apel             | ab 12. Januar 1963 |
| Erster Stellvertreter des Vorsitzenden der Staatlichen Plankommission                             | Kurt Gregor        | mit Beschluss der Volkskammer vom 6. Juli 1961 von seinem Amt abberufen                                                                                                  | Rudolf Müller          | ab 4. Juli 1962, am 28. Februar 1963 abberufen, durch zwei Erste Stellvertreter ersetzt                                           |
| Minister für Nationale Verteidigung                                                               | Willi Stoph        | wurde zum Minister für allseitige Koordinierung und Kontrolle der Durchführung der Beschlüsse des Zentralkomitees der SED und des Ministerrates im Staatsapparat berufen | Heinz Hoffmann         | ab dem 14. Juli 1960 |
| Minister für Außenhandel und Innerdeutschen Handel                                                | Heinrich Rau       | am 23. März 1961 verstorben | Julius Balkow          | ab 6. Juli 1961 |
| Minister für Land- und Forstwirtschaft Minister für Landwirtschaft, Erfassung und Forstwirtschaft | Hans Reichelt      | bis 6. Februar 1963 | Karl-Heinz Bartsch     | wurde mit Gründung des Landwirtschaftsrates dessen Vorsitzender                                                                   |
| Vorsitzender des Landwirtschaftsrates                                                             | Karl-Heinz Bartsch | wurde wegen verschwiegener SS-Vergangenheit bereits am 9. Februar 1963 abgelöst                                                                                          | Georg Ewald            | |
| Minister für Handel und Versorgung                                                                | Curt Wach          | bis 10. Juli 1959, nach Stellungnahme des Regierungskrankenhauses aus gesundheitlichen Gründen seiner Funktion enthoben                                                  | Curt-Heinz Merkel      | ab 30. September 1959 |
| Minister für Bauwesen                                                                             | Ernst Scholz       | bis 6. Februar 1962, aus gesundheitlichen Gründen vom Amt entbunden | Wolfgang Junker        | per Beschluss des Ministerrates vom 7. Februar 1963, am 17. April von der Volkskammer bestätigt                                   |
| Minister für Kultur                                                                               | Alexander Abusch   | bis 23. Februar 1961, danach Stellvertreter des Vorsitzenden des Ministerrates                                                                                           | Hans Bentzien          | |
| Staatssekretär für das Hoch- und Fachschulwesen                                                   | Wilhelm Girnus     | | Ernst-Joachim Gießmann | ab dem 4. Juli 1962 |
| Staatssekretär für Forschung und Technik (Sekretär des Forschungsrates)                           | Hans Frühauf       | | Herbert Weiz           | ab dem 4. Juli 1962 |
| Vorsitzender des Zentralen Komitees für Staatliche Kontrolle                                      | Ernst Wabra        | | Hans Jendretzky        | ab November 1961, mit Schaffung der Arbeiter-und-Bauern-Inspektion im Mai 1963 aufgelöst                                          |
| Leiter des Staatlichen Zentralverwaltung für Statistik                                            | Heinz Rauch        | am 19. Dezember 1962 bei einem Flugzeugabsturz in Warschau verstorben | Arno Donda             | ab dem 12. Juli 1963 |

## Mitglieder des Ministerrates bei Ende der Wahlperiode
Zum Schluss der Wahlperiode, die durch die nächste Volkskammerwahl am 20. Oktober 1963 endete, bestand der Ministerrat aus 33 Mitgliedern. Die DBD hatte zu diesem Zeitpunkt als einzige Blockpartei keinen Vertreter im Ministerrat.
| Funktion | Amtsinhaber | Amtsinhaber | Amtsinhaber                                                                 | Staatssekretär                           |
| Funktion | Name | Partei      | Anmerkung                                                                   | Staatssekretär                           |
| --- | --- | ----------- | --------------------------------------------------------------------------- | ---------------------------------------- |
| Vorsitzender des Ministerrates | Otto Grotewohl | SED         | seit November 1960 war Willi Stoph mit der Führung der Geschäfte beauftragt |                                          |
| Erster Stellvertreter des Vorsitzenden des Ministerrates                                                                                 | Willi Stoph verantwortlich für die Zentrale Kommission für Staatliche Kontrolle, die Staatliche Zentralverwaltung für Statistik, das Staatliche Vertragsgericht, das Amt für Jugendfragen und die Räte der Bezirke | SED         |                                                                             |                                          |
| Stellvertreter des Vorsitzenden des Ministerrates                                                                                        | Max Sefrin verantwortlich für die Verbindung zu den Kirchen | CDU         |                                                                             |                                          |
| Stellvertreter des Vorsitzenden des Ministerrates                                                                                        | Lothar Bolz | NDPD        |                                                                             |                                          |
| Stellvertreter des Vorsitzenden des Ministerrates                                                                                        | Bruno Leuschner | SED         |                                                                             |                                          |
| Stellvertreter des Vorsitzenden des Ministerrates                                                                                        | Margarete Wittkowski verantwortlich für Handel, Versorgung und Landwirtschaft | SED         |                                                                             |                                          |
| Stellvertreter des Vorsitzenden des Ministerrates                                                                                        | Max Suhrbier | LDPD        |                                                                             |                                          |
| Stellvertreter des Vorsitzenden des Ministerrates                                                                                        | Alexander Abusch verantwortlich für Kultur und Erziehung Leiter der staatlichen Kommission zur Gestaltung eines einheitlichen sozialistischen Bildungssystems beim MR                                              | SED         |                                                                             |                                          |
| Minister für Auswärtige Angelegenheiten                                                                                                  | Lothar Bolz | NDPD        |                                                                             | Otto Winzer (SED)                        |
| Minister des Inneren | Karl Maron | SED         |                                                                             | Herbert Grünstein (SED)                  |
| Vorsitzender der Staatlichen Plankommission (ab 7. Juli 1961 Neue Planungskommission)                                                    | Erich Apel | SED         |                                                                             |                                          |
| erster Stellvertreter des Vorsitzenden der Staatlichen Plankommission                                                                    | Rudolf Müller | SED         |                                                                             |                                          |
| Stellvertreter des Vorsitzenden der Staatlichen Plankommission für die Fragen der Wirtschaftsräte                                        | Walter Hieke | SED         |                                                                             |                                          |
| Stellvertreter des Vorsitzenden der Staatlichen Plankommission für die Koordinierung der Perspektivpläne und Jahresvolkswirtschaftspläne | Karl Grünheid | SED         |                                                                             |                                          |
| Vorsitzender des Volkswirtschaftsrates                                                                                                   | Alfred Neumann | SED         |                                                                             |                                          |
| Stellvertretender Vorsitzender des Volkswirtschaftsrates                                                                                 | Erich Markowitsch | SED         |                                                                             |                                          |
| Minister für Nationale Verteidigung | Heinz Hoffmann | SED         |                                                                             |                                          |
| Minister für die Koordinierung volkswirtschaftlicher Grundfragen                                                                         | Bruno Leuschner | SED         |                                                                             |                                          |
| Minister für Außenhandel und Innerdeutschen Handel                                                                                       | Julius Balkow | SED         |                                                                             | Willy Hüttenrauch                        |
| Vorsitzender des Landwirtschaftsrates | Georg Ewald | SED         |                                                                             |                                          |
| Minister der Finanzen | Willy Rumpf | SED         |                                                                             | Helmut Sandig                            |
| Minister für Volksbildung | Alfred Lemmnitz | SED         |                                                                             | Werner Lorenz (SED)                      |
| Minister für Staatssicherheit | Erich Mielke | SED         |                                                                             |                                          |
| Minister für Handel und Versorgung | Curt-Heinz Merkel | SED         |                                                                             |                                          |
| Minister für Gesundheitswesen | Max Sefrin | CDU         |                                                                             | Willi Jahnke (SED)                       |
| Minister für Verkehrswesen | Erwin Kramer | SED         |                                                                             | Karl Salomon (SED) Heino Weiprecht (SED) |
| Minister für Post- und Fernmeldewesen | Friedrich Burmeister | CDU         |                                                                             | Richard Serinek (SED)                    |
| Minister für Bauwesen | Wolfgang Junker | SED         |                                                                             |                                          |
| Präsident der Deutschen Notenbank | Rolf Wetzel | SED         |                                                                             |                                          |
| Minister der Justiz | Hilde Benjamin | SED         |                                                                             |                                          |
| Minister für Kultur | Hans Bentzien | SED         |                                                                             |                                          |
| Staatssekretär für das Hoch- und Fachschulwesen                                                                                          | Ernst-Joachim Gießmann | SED         |                                                                             |                                          |
| Staatssekretär für Forschung und Technik (Sekretär des Forschungsrates)                                                                  | Herbert Weiz | SED         |                                                                             |                                          |
| Vorsitzender des Staatlichen Komitees für Erfassung und Aufkauf landwirtschaftlicher Erzeugnisse                                         | Helmut Koch | SED         |                                                                             |                                          |
| Vorsitzender des Komitees der Arbeiter- und Bauerninspektion                                                                             | Heinz Matthes | SED         |                                                                             |                                          |
| Leiter der Staatlichen Zentralverwaltung für Statistik                                                                                   | Arno Donda | SED         |                                                                             |                                          |